# Monasticon Gallicanum

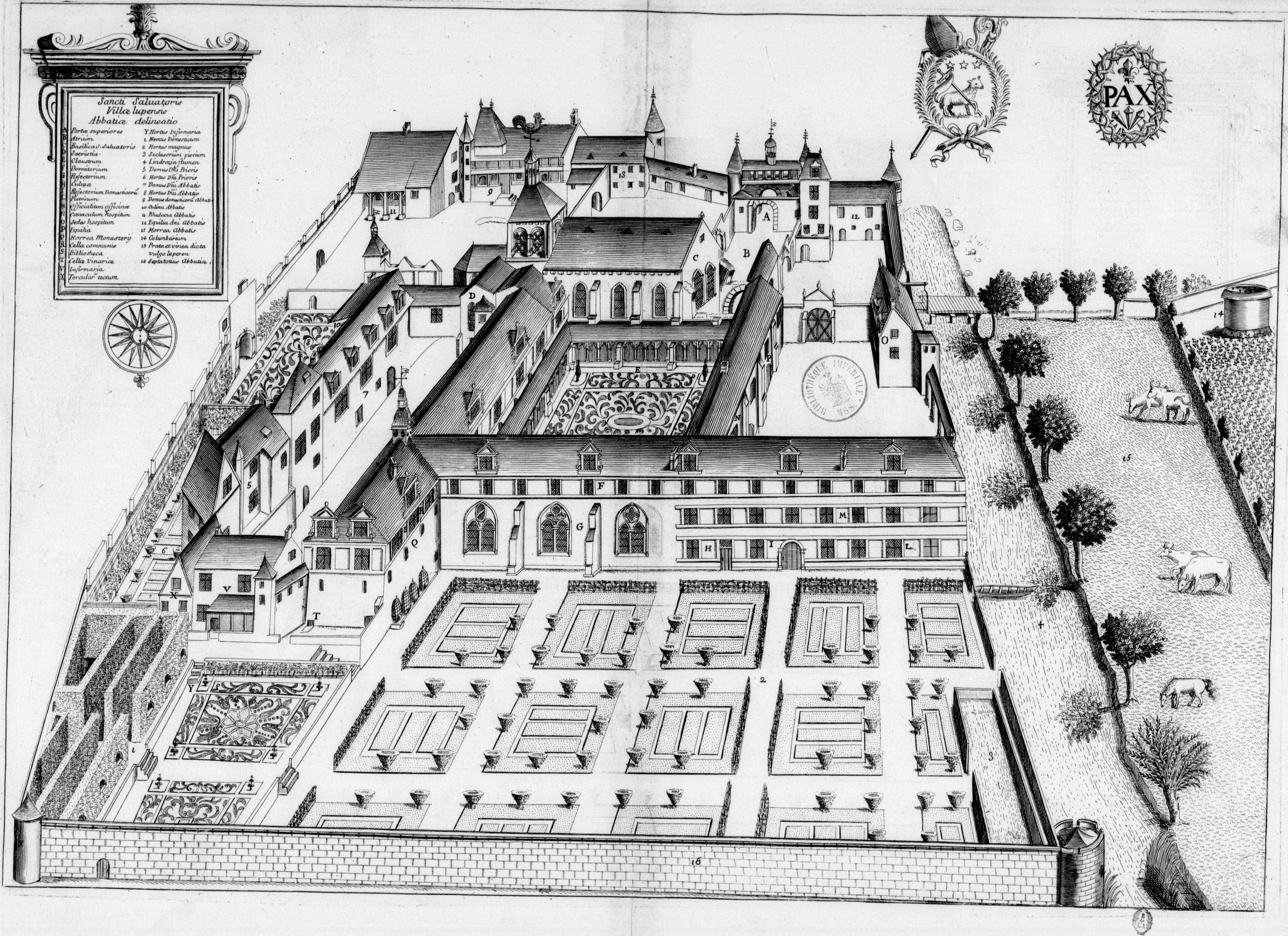
Mapa de la antigua abadía de Saint-Sauveur de Villeloin del, Monasticon Gallicanum.

El Monasticon Gallicanum es una colección de 168 placas grabadas con vistas topográficas que representan los 147 monasterios de la orden de San Benito, la congregación de San Mauro y dos mapas de centros benedictinos en Francia.
Estas placas fueron producidas a pedido de Dom Michel Germain en el siglo XVII y reproducida por Achille Peigné-Delacourt en 1870.

## La creación por Dom Michel Germain
Son notables los trabajos de historiografía realizados por los miembros de la congregación San Mauro, siguiendo el ejemplo de François Pommeraye en Saint-Ouen de Ruán, de Jean Huynes en Saint-Florent de Saumur y en Monte Saint-Michel, de Noël Mars en Saint-Laumer de Blois, Michel Félibien en Saint-Denis, Edmond Martène en Marmoutier y Jacques Bouillart en Saint-Germain-des-Prés. Pero, lejos de poder llevar a cabo esta misma labor para todas las abadías y prioratos de la orden, encontró a un hombre, amigo de Jean Mabillon, para llevar a cabo el Monasticon Gallicanum.
Dom Michel Germain realizó notas particulares acompañados de placas, los anales de todas las casas que habían aceptado la reforma de la congregación de San Mauro.
Dom Germain hizo su profesión en la Abadía de Saint-Rémi de Reims el 19 de octubre de 1663. Tras sus estudios, vivió en París durante más de veinte años, en los cuales estuvo unido a Dom Mabillon, a quien acompañó durante sus viajes a Alemania e Italia. Cuando murió el 23 de enero de 1694 (nació en Péronne el 28 de agosto de 1645), la mayoría de sus notas estaban escritas y las placas grabadas.
Estas notas, conservadas en forma de cuadernos aislados y hojas sueltas, se utilizaron durante el siglo XVIII, por diferentes benedictinos que no siempre se ocuparon de volver a colocarlas en las carteras a las que pertenecían. Este desorden tuvo el efecto de dispersar las notas y de que se perdieran algunas de ellas.
Las placas del Monasticon Gallicanum sufrieron el mismo destino. Se editaron un pequeño número de impresiones, y el latón desapareció sin dejar el más mínimo rastro. Una docena de colecciones han sido descubiertas y vinculadas por diferentes aficionados del siglo XVII y XVIII, casi siempre mezclando impresiones ajenas a este trabajo.
El Monasticon Gallicanum, por lo tanto, constaba de dos partes: un texto histórico y las placas que representan las abadías y prioratos de la Congregación de San Mauro. Estas placas nos muestran la fisonomía de estos lugares en el XVII. Muchas de estas abadías han desaparecido o han cambiado completamente en apariencia.

## Reedición de Peigné-Delacourt en 1870
Achille Peigné-Delacourt había destacado la importancia de los dibujos grabados por el trabajo de Dom Germain y encontró útil multiplicar las copias para ponerlas a disposición de anticuarios, académicos y simples personas curiosas.
En 1860 publicó una reproducción de los dibujos relacionados con los monasterios de la provincia de Reims. Luego prometió publicar todas las placas grabadas, eliminando cuidadosamente todas las impresiones extranjeras que los antiguos aficionados habían adjuntado a sus copias. Fue Louis Courajod, archivista paleógrafo, adscrito al departamento de grabados de la biblioteca imperial, quien determinó las piezas que realmente pertenecen al Monasticon Gallicanum durante su primera reedición en 1870. Peigné-Delacourt encontró una manera de reproducir las planchas a la mitad del tamaño y al mismo tiempo mantener el rigor y la claridad absolutos en los detalles más pequeños de los dibujos originales.